# UCI Nations Cup U23 / 2011
De UCI Nations Cup U23 / 2011 is de vijfde editie van de UCI Nations Cup U23 voor jonge wegwielrenners van 19 tot en met 22 jaar. Deze wordt jaarlijks georganiseerd door de UCI en levert per wedstrijd punten op die resulteren in een rangschikking per land.

## Wedstrijden
| Code   | Datum          | Naam wedstrijd                   | Winnaar                 |
| ------ | -------------- | -------------------------------- | ----------------------- |
| 1.Ncup | 9 april        | Ronde van Vlaanderen U23         | Salvatore Puccio        |
| 1.Ncup | 13 april       | La Côte Picarde                  | Arnaud Demare           |
| 1.Ncup | 16 april       | ZLM Tour                         | Luke Rowe               |
| 2.Ncup | 19-23 april    | Toscana-Terra di ciclismo        | Georg Preidler          |
| 2.Ncup | 2-5 juni       | Coupe des Nations Ville Saguenay | Christopher Juul-Jensen |
| 2.Ncup | 4-11 september | Ronde van de Toekomst            | Johan Esteban Chaves    |

## Eindstand
| Plaats | Land                | Punten |
| ------ | ------------------- | ------ |
| 1      | Frankrijk           | 116    |
| 2      | Italië              | 94     |
| 3      | Denemarken          | 80     |
| 4      | België              | 53     |
| 5      | Verenigd Koninkrijk | 51     |
| 6      | Kazachstan          | 49     |
| 7      | Duitsland           | 44     |
| 8      | Verenigde Staten    | 44     |
| 9      | Oostenrijk          | 44     |
| 10     | Rusland             | 37     |

2007 · 
2008 · 
2009 · 
2010 · 
2011 · 
2012 · 
2013 · 
2014 · 
2015 · 
2016 · 
2017 · 
2018 · 
2019 · 
2020